# Danuta Morel
Danuta Morel (ur. 1 stycznia 1954 w Katowicach) – polska piosenkarka oraz aktorka teatralna i filmowa żydowskiego pochodzenia, w latach 1977–1978 aktorka Teatru Żydowskiego w Warszawie. Córka Salomona Morela. Obecnie mieszka w Tel Awiwie.

## Filmografia
- 1978: Ślad na ziemi
- 1979: David
- 1984: W starym dworku, czyli niepodległość trójkątów

## Nagrody
- Pierwsze miejsce w Przeglądzie Piosenki Aktorsko-Literackiej 1979